# تاكيو ايتو
تاكيو ايتو (باليابانية: 伊東武夫؛ بالكانا: いとう たけお) هو عسكري ياباني، ولد في 6 يوليو 1889 في فوكوكا في اليابان، وتوفي في 24 فبراير 1965 في جزيرة نيو بريتين في بابوا غينيا الجديدة.